# Nicola Scaglione
Nicola Scaglione (Napoli, 16 novembre 1933) è un politico italiano.

## Biografia
Avvocato, esponente del Partito Socialista Italiano, è stato consigliere comunale a Napoli, deputato alla Camera nella IX legislatura dal 1983 al 1985, assessore regionale alla Sanità e vicepresidente della Regione Campania.
È stato anche consigliere di amministrazione del Banco di Napoli e dell'Isveimer.